# Alain Vigneault
Alain Vigneault, född 14 maj 1961 i Québec, är en kanadensisk före detta professionell ishockeyspelare och var senast huvudtränare för Philadelphia Flyers i NHL.   
Han spelade två säsonger i NHL för St. Louis Blues på 1980-talet.   
Vigneault har tidigare varit huvudtränare för New York Rangers, Vancouver Canucks, Montreal Canadiens och assisterande tränare för Ottawa Senators.  

## Spelare

### Junior
Från 1977 till 1981 spelade Alain Vigneault fyra säsonger i den kanadensiska juniorligan QMJHL för Hull Olympiques och Trois-Rivières Draveurs. På 261 matcher i QMJHL gjorde han 42 mål och 184 assist för totalt 226 poäng. Han samlade också på sig 665 utvisningsminuter.

### NHL
1981 valdes Vigneault av St. Louis Blues i NHL-draften som 167:e spelare totalt. Säsongerna 1981–82 och 1982–83 spelade han totalt 42 NHL-matcher för Blues och gjorde 2 mål och 5 assist för totalt 7 poäng. Han samlade också på sig 82 utvisningsminuter. På 4 slutspelsmatcher 1983 registrerades Vigneault för 1 assist och 26 utvisningsminuter. Från 1981 till 1983 spelade han också för Salt Lake Golden Eagles i CHL.
Säsongen 1983–84 spelade Vigneault för Montana Magic i CHL och för Maine Mariners i AHL innan han lade av som aktiv spelare 22 år gammal.

### Klubbkarriär
| 1977–78      | Hull Olympiques         | QMJHL        | 59  | 11 | 35  | 46  | 92  | 4  | 0 | 1  | 1  | 20  |
| 1978–79      | Hull Olympiques         | QMJHL        | 72  | 13 | 41  | 54  | 217 | —  | — | —  | —  | —   |
| 1979–80      | Hull Olympiques         | QMJHL        | 35  | 5  | 34  | 39  | 82  | —  | — | —  | —  | —   |
| 1979–80      | Trois-Rivières Draveurs | QMJHL        | 28  | 6  | 19  | 25  | 93  | 7  | 1 | 5  | 6  | 30  |
| 1980–81      | Trois-Rivières Draveurs | QMJHL        | 67  | 7  | 55  | 62  | 181 | 19 | 4 | 6  | 10 | 53  |
| 1981–82      | St. Louis Blues         | NHL          | 14  | 1  | 2   | 3   | 43  | —  | — | —  | —  | —   |
| 1981–82      | Salt Lake Golden Eagles | CHL          | 64  | 2  | 10  | 12  | 266 | 7  | 1 | 1  | 2  | 37  |
| 1982–83      | St. Louis Blues         | NHL          | 28  | 1  | 3   | 4   | 39  | 4  | 0 | 1  | 1  | 26  |
| 1982–83      | Salt Lake Golden Eagles | CHL          | 33  | 1  | 4   | 5   | 189 | —  | — | —  | —  | —   |
| 1983–84      | Montana Magic           | CHL          | 47  | 2  | 14  | 16  | 139 | —  | — | —  | —  | —   |
| 1983–84      | Maine Mariners          | AHL          | 11  | 0  | 1   | 1   | 46  | 1  | 0 | 0  | 0  | 4   |
| QMJHL totalt | QMJHL totalt            | QMJHL totalt | 261 | 42 | 184 | 226 | 665 | 30 | 5 | 12 | 17 | 103 |
| CHL totalt   | CHL totalt              | CHL totalt   | 144 | 5  | 28  | 33  | 594 | 7  | 1 | 1  | 2  | 37  |
| NHL totalt   | NHL totalt              | NHL totalt   | 42  | 2  | 5   | 7   | 82  | 4  | 0 | 1  | 1  | 26  |

Statistik från NHL.com och Hockey-Reference.com

## Tränare

### QMJHL
Alain Vigneault började som tränare säsongen 1986–87, 25 år gammal. Hans första tränarjobb var för lagen han spelat juniorhockey för i QMJHL, Trois-Rivières Draveurs och Hull Olympiques. Han tränade Trois-Rivières Draveurs säsongen 1986–87 och Hull Olympiques från 1987 till 1992.
1987–88 vann han Presidents' Cup med Hull Olympiques efter att laget vunnit finalen i QMJHL:s slutspel mot Drummondville Voltigeurs med 4-3 i matcher.

### NHL

#### Ottawa Senators
Från 1992 till 1996 var Vigneault assisterande tränare för NHL-laget Ottawa Senators under huvudtränaren Rick Bowness. Första säsongen med det nya expansionslaget, 1992–93, var tuff då man endast vann 10 av 84 matcher och slutade sist i ligan med 24 poäng. Efter tre och en halv säsong i Ottawa Senators fick Vigneault och den resterande tränarstaben sparken och Vigneault återvände till QMJHL för att träna "fjällugglorna" Beauport Harfangs.

#### Montreal Canadiens
Efter två säsonger som tränare för Beauport Harfangs fick Vigneault säsongen 1997–98 chansen som huvudtränare i NHL med Montreal Canadiens. Första säsongen nådde laget andra rundan i Stanley Cup-slutspelet där Canadiens förlorade mot Buffalo Sabres med 4-0 i matcher. De två följande säsongerna, 1998–99 och 1999–00, missade Canadiens slutspelet och under Vigneaults fjärde år som lagets tränare, säsongen 2000–01, fick han sparken efter en svag inledning på säsongen.
Efter det att han fått sparken från Canadiens var Vigneault inaktiv som tränare i två och ett halvt år. Säsongen 2003–04 till och med 2004–05 tränade han Prince Edward Island Rocket i QMJHL.

#### Vancouver Canucks
Säsongen 2005–06 anställdes Vigneault av Vancouver Cancuks organisation för att träna deras farmarlag Manitoba Moose i AHL. Efter ett framgångsrikt år i Manitoba tog Vigneault säsongen 2006–07 över sysslorna som huvudtränare för Canucks. Under sin första säsong som tränare för Vancouver Canucks vann laget Northwest Division och Vigneault vann Jack Adams Award som årets tränare. I slutspelet förlorade Canucks i andra rundan mot Anaheim Ducks med 4-1 i matcher.
Säsongen 2007–08 slutade Canucks på 11:e plats i Western Conference med 88 poäng och missade slutspelet. Men redan säsongen efter, 2008–09, var Canucks tillbaka i slutspelet efter att de vunnit Northwest Division. I slutspelet förlorade laget i andra rundan mot Chicago Blackhawks med 4-2 i matcher.
Säsongen 2009–10 vann Canucks åter igen Northwest Division. Lagets stjärncenter Henrik Sedin vann dessutom hela NHL:s poängliga och Hart Trophy som säsongens mest värdefulle spelare. I slutspelet fick Canucks dock åter igen ge sig i andra rundan mot Chicago Blackhawks, som likt året innan vann matchserien med 4-2.
Säsongen 2010–11 ledde Vigneault Vancouver Canucks till lagets första Presidents' Trophy som grundseriens bästa lag efter att man samlat ihop hela 117 poäng, 10 poäng före näst bästa laget Washington Capitals. Daniel Sedin vann Art Ross Trophy och Ted Lindsay Award efter att ha gjort 104 poäng och Ryan Kesler vann Frank J. Selke Trophy som NHL:s bäste defensive forward. 
I slutspelet 2011 stötte Canucks för tredje året i rad på Chicago Blackhawks, denna gång redan i första rundan. Efter att tappat en 3-0 ledning i matcher till 3-3 lyckades Vancouver Canucks vinna en dramatisk matchserie i den sjunde och avgörande matchen på hemmais efter att Alexandre Burrows gjort 2-1 målet på övertid. Canucks slog sedan ut Nashville Predators i andra rundan med 4-2 i matcher och San Jose Sharks i tredje rundan med 4-1 i matcher innan man förlorade Stanley Cup-finalen mot Boston Bruins med 4-3 i matcher. Laget hade problem med offensiven i finalserien och gjorde endast 8 mål på 7 matcher.
2011–12 ledde Vigneault Vancouver Canucks till en andra raka Presidents' Trophy efter att man slutat säsongen med 111 poäng, två poäng före New York Rangers och St. Louis Blues. I slutspelet åkte dock Canucks ut redan i första rundan mot Los Angeles Kings med 4-1 i matcher.
Efter säsongen 2012–13 fick Vigneault sparken från Vancouver Canucks och ersattes av Willie Desjardins.

#### New York Rangers
Vigneault tränade New York Rangers i fem säsonger, från 2013–14 till 2017–18. Under sitt första år i klubben (2013–14) nådde laget Stanley Cup-final, där det blev förlust mot Los Angeles Kings med 4-1 i matcher. Säsongen därefter (2014–15) vann New York Rangers Presidents' Trophy som grundseriens bästa lag, men i slutspelet samma år förlorade laget i semifinalen mot Tampa Bay Lightning.
Vigneault fick sparken från New York Rangers efter säsongen 2017–18 sedan laget slutat 8:a i Metropolitan Division och missat slutspel.

#### Philadelphia Flyers
Den 15 april 2019 anställdes han som huvudtränare av Philadelphia Flyers.

## Tränarstatistik NHL
M = Matcher, V = Vinster, F = Förluster, O = Oavgjorda, ÖTF = Förluster på övertid eller straffar
| Säsong     | Lag                 | Grundserie | Grundserie | Grundserie | Grundserie | Grundserie | Grundserie | Grundserie                  | Slutspel                    |
| Säsong     | Lag                 | M          | V          | F          | O          | ÖTF        | Poäng      | Resultat                    | Resultat                    |
| ---------- | ------------------- | ---------- | ---------- | ---------- | ---------- | ---------- | ---------- | --------------------------- | --------------------------- |
| 1997–98    | Montreal Canadiens  | 82         | 37         | 32         | 13         | –          | 87         | 4:a i Northeast Division    | Förlust i andra rundan      |
| 1998–99    | Montreal Canadiens  | 82         | 32         | 39         | 11         | –          | 75         | 5:a i Northeast Division    | Missade slutspel            |
| 1999–00    | Montreal Canadiens  | 82         | 35         | 34         | 9          | 4          | 83         | 4:a i Northeast Division    | Missade slutspel            |
| 2000–01    | Montreal Canadiens  | 20         | 5          | 13         | 2          | 0          | 12         | 5:a i Northeast Division    | –                           |
| 2006–07    | Vancouver Canucks   | 82         | 49         | 26         | –          | 7          | 105        | 1:a i Northwest Division    | Förlust i andra rundan      |
| 2007–08    | Vancouver Canucks   | 82         | 39         | 33         | —          | 10         | 88         | 5:a i Northwest Division    | Missade slutspel            |
| 2008–09    | Vancouver Canucks   | 82         | 45         | 27         | —          | 10         | 100        | 1:a i Northwest Division    | Förlust i andra rundan      |
| 2009–10    | Vancouver Canucks   | 82         | 49         | 28         | —          | 5          | 103        | 1:a i Northwest Division    | Förlust i andra rundan      |
| 2010–11    | Vancouver Canucks   | 82         | 54         | 19         | —          | 9          | 117        | 1:a i NHL                   | Förlust i Stanley Cup-final |
| 2011–12    | Vancouver Canucks   | 82         | 51         | 22         | —          | 9          | 111        | 1:a i NHL                   | Förlust i första rundan     |
| 2012–13    | Vancouver Canucks   | 48         | 26         | 15         | –          | 7          | 59         | 1:a i Northwest Division    | Förlust i första rundan     |
| 2013–14    | New York Rangers    | 82         | 45         | 31         | —          | 6          | 96         | 2:a i Metropolitan Division | Förlust i Stanley Cup-final |
| 2014–15    | New York Rangers    | 82         | 53         | 22         | —          | 7          | 113        | 1:a i NHL                   | Förlust i tredje rundan     |
| 2015–16    | New York Rangers    | 82         | 46         | 27         | —          | 9          | 101        | 3:a i Metropolitan Division | Förlust i första rundan     |
| 2016–17    | New York Rangers    | 82         | 48         | 28         | —          | 6          | 102        | 4:a i Metropolitan Division | Förlust i andra rundan      |
| 2017–18    | New York Rangers    | 82         | 34         | 39         | —          | 9          | 77         | 8:a i Metropolitan Division | Missade slutspel            |
| 2019–20    | Philadelphia Flyers | —          | —          | —          | —          | —          | —          | —                           | —                           |
| NHL totalt | NHL totalt          | 1216       | 648        | 435        | 35         | 98         |            |                             |                             |